# 佐護誉
佐護 誉（佐護 譽、さご たかし、1942年 - ）は、日本の経営学者。経済学博士（論文博士・1987年）（学位論文「ドイツ経営労務論史」）。九州産業大学名誉教授・元学長。

## 人物
長崎県対馬市出身。長崎県立長崎工業高等学校、九州産業大学卒。1973年九州大学大学院経済学研究科博士課程修了。1987年「ドイツ経営労務論史」で経済学博士の学位を取得。
九州産業大学経営学部講師、助教授、教授、経営学研究科長、学長。2012年定年、名誉教授。1976-1977年西ドイツ・マンハイム大学客員研究員、1991年韓国・ソウル大学校経営大学客員教授。専門は経営学総論、人的資源管理論。

## 著書
- 『ドイツ経営労務論史』泉文堂 1985
- 『ドイツ経営社会政策論』泉文堂 1988
- 『人事管理と労使関係 日本・韓国・台湾・ドイツ』泉文堂 1997
- 『人的資源管理概論』文眞堂 2003

### 共編著
- 『労使関係のゆくえ』大谷真忠共編著 中央経済社 労務管理の最先端 1989
- 『経営学要論』編著 泉文堂 1990
- 『企業経営と労使関係の日韓比較』韓羲泳共編著 泉文堂 1991
- 『労務管理の日韓比較』安春植共編著 有斐閣 1993
- 『アジア経済圏の経営と会計』編著 九州大学出版会 1994
- 『アジア経済圏と国際分業の進展』丸山惠也,小林英夫共編著 ミネルヴァ書房 叢書現代経営学 1999
- 『経営学総論』渡辺峻共編著 文眞堂 2004

### 翻訳
- ヨーロッパ産業民主主義国際研究グループ『ヨーロッパの労使関係』奥林康司、石井修二、宮坂純一、大谷真忠、菊野一雄共訳 有斐閣選書R 1984

## 論文
- <佐護誉